# Xysticus silvestrii
Xysticus silvestrii is een spinnensoort uit de familie van de krabspinnen (Thomisidae).
De wetenschappelijke naam van de soort werd in 1905 gepubliceerd door Eugène Simon.